# Удьйогапарва

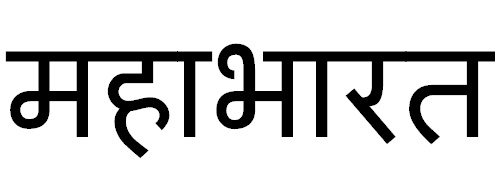
Махабха́рата

Удьйогапарва (санскр. उद्योगपर्व, «Книга о старании») — пятая книга «Махабхараты», состоит из 6 тысяч двустиший (197 глав по критическому изданию в Пуне). «Удьйогапарва» описывает дипломатические усилия Пандавов всеми способами избежать войны с Кауравами после окончания своего тринадцатилетнего изгнания и подготовку к войне обеих соперничающих сторон. «Удьйогапарва» включает в себя один из важнейших философских текстов «Махабхараты» — «Сказание о Санатсуджате».

## Сюжет

### Сказание об усилиях царей

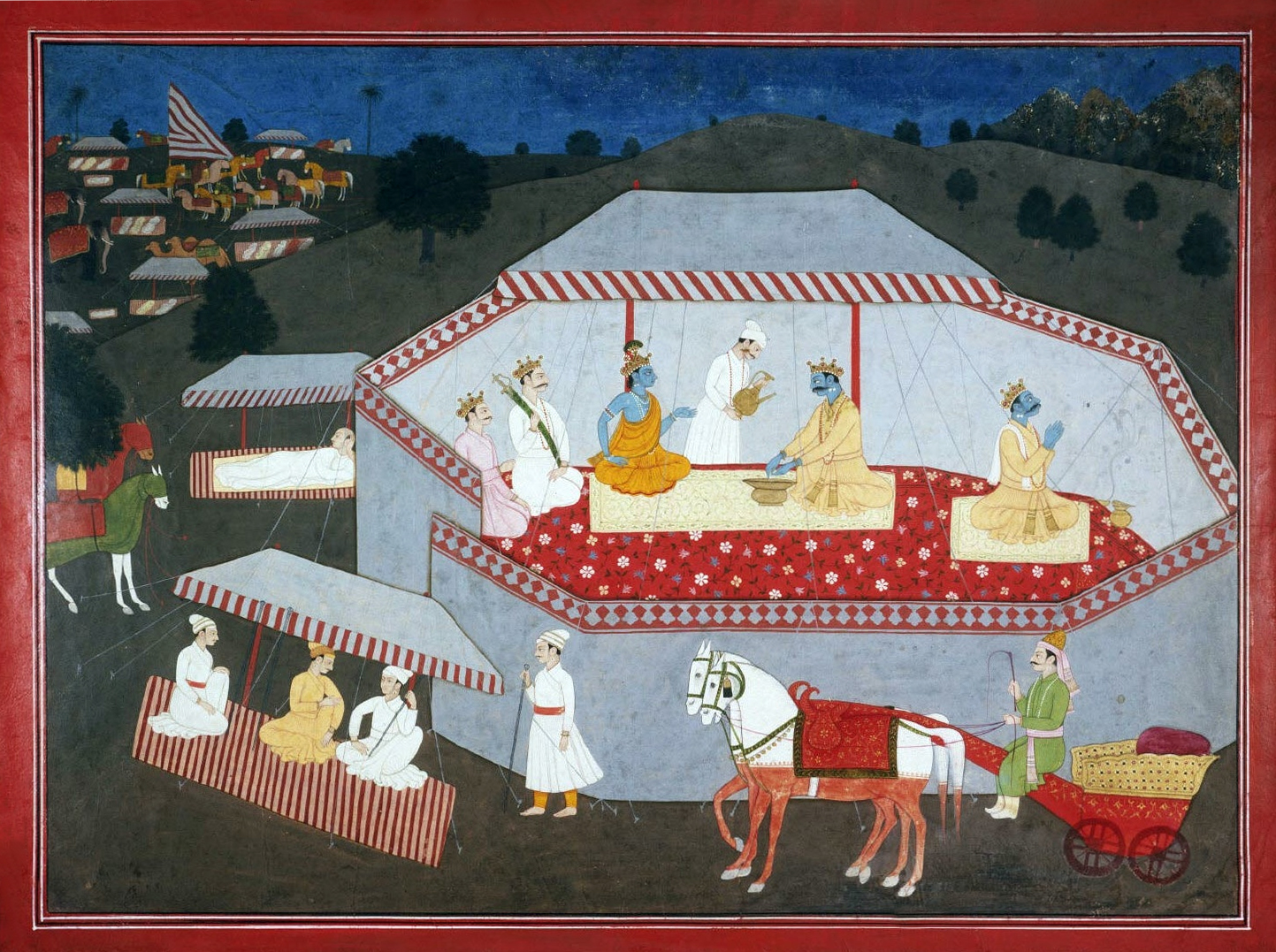
Арджуна избирает Кришну.
Аноним, Индия, Химачал-Прадеш, около 1790—1800 годов.

Вайшампаяна продолжает рассказывать Джанамеджае о судьбе Пандавов. Отпраздновав свадьбу Абхиманью и отдохнув четыре дня, Пандавы и их приближённые начинают совещание во дворце собраний Вираты. Кришна предлагает отправить к Кауравам посла и убедить их вернуть Юдхиштхире половину царства. Друпада напоминает о враждебности Дурьодханы и советует параллельно с мирными переговорами начать приготовления к войне. Соблюдающие нейтралитет Кришна и его старший брат Баладева отправляются в столицу своего царства Двараку, а Юдхиштхира, Вирата и Друпада посылают во все концы гонцов с призывом о военной поддержке. Прослышав об их действиях, Дурьодхана также собирает огромное войско. Друпада направляет к Кауравам в качестве посла своего домашнего жреца.
Дурьодхана и Арджуна одновременно приезжают в Двараку к Кришне с просьбой о помощи в надвигающейся войне. Кришна объявляет, что принял решение не сражаться ни на чьей стороне. Вместо этого он предлагает Арджуне сделать выбор между двумя косвенными формами поддержки: получить миллион воинов-пастухов по прозвищу «нараяны» или принять на свою сторону самого безоружного Кришну. Арджуна избирает Кришну в качестве своего возницы, а Дурьодхане достаётся войско.
Дядя Пандавов (шурин Панду) царь Шалья, хитростью Дурьйодханы привлечённый на сторону Кауравов, отправляется к Пандавам, чтобы сообщить о своём решении. Юдхиштхире удаётся подговорить Шалью на военную хитрость в пользу Пандавов: Шалья во время предстоящего поединка Арджуны и Карны станет возницей последнего и деморализующими разговорами убавит его боевой пыл. Шалья выражает сочувствие Пандавам в связи с выпавшими на их долю бедствиями и рассказывает предание об Индре.
Дхритараштра, Бхишма и Видура с почётом принимают домашнего жреца Друпады. После безрезультатных переговоров Дхритараштра отправляет его обратно с обещанием прислать к Пандавам Санджаю.

### Сказание о посольстве Санджаи
Санджая по поручению Дхритараштры отправляется к Пандавам в Упаплавью. Он всячески старается отговорить Юдхиштхиру от начала войны, взывая к его праведности. Юдхиштхира красноречиво доказывает, что праведность кшатрия состоит в возвращении отнятого имущества любыми средствами. Он апеллирует к Кришне для решения спора. Кришна разъясняет, что заинтересован в сохранении мира без ущемления интересов Пандавов, а потому намерен собственноручно провести переговоры с Кауравами. Юдхиштхира просит собирающегося в обратный путь Санджаю передать Кауравам предложение о выделении Пандавам хотя бы пяти деревень вместо всего царства. Санджая возвращается в Хастинапур под вечер и, гневно отчитав Дхритараштру за нежелание вернуть царство племянникам, под предлогом усталости отказывается предоставить ему немедленный отчёт о переговорах и отправляется спать.

### Сказание о бдении Дхритараштры
Томимый неизвестностью и страдающий от бессонницы Дхритараштра вызывает Видуру. По просьбе брата Видура произносит вдохновенную продолжительную речь о соблюдении нравственных норм в соответствии с концепцией пурушартхи и советует вернуть часть царства Пандавам. Дхритараштра признаётся в том, что, несмотря на свою благосклонность к Пандавам, он не может противиться желаниям Дурьодханы. Видура по желанию Дхритараштры вызывает с помощью мысли вечно юного древнего мудреца Санатсуджату.

### Сказание о Санатсуджате
Санатсуджата, отвечая на вопросы Дхритараштры, даёт наставления о путях освобождения от страданий и смерти.

### Сказание о посредничестве через посольство
Пока Дхритараштра ведёт беседу с Видурой и Санатсуджатой, проходит ночь. Наутро в зал собраний входят все цари, желая услышать от Санджаи послание Пандавов. Санджая передаёт ультиматум Арджуны. Бхишма напоминает Дурьодхане, что Арджуна и Кришна — это непобедимые древние божества Нара и Нараяна. Дрона поддерживает Бхишму и призывает к миру с Пандавами. Дхритараштра, однако, не прислушивается к мнениям Бхишмы и Дроны, вместо того углубляясь в расспросы Санджаи. Этот момент становится переломным для Кауравов, поскольку они со всей ясностью понимают собственную обречённость на гибель.
Санджая теряет сознание и падает на землю, а очнувшись, рассказывает о военных ресурсах Пандавов. Дхритараштра силится убедить Дурьодхану в необходимости примирения с Пандавами, но тот приводит множество аргументов, почему Пандавов не нужно бояться. Дхритараштра, сокрушаясь из-за надвигающейся беды, упрашивает Дурьодхану вернуть Пандавам половину царства. Дурьодхана отвечает, что ему легче умереть, чем жить вместе с Пандавами, а потому он не отдаст даже толику земли, которую можно пронзить острым концом иголки. Карна обещает собственноручно расправиться с Пандавами и их союзниками, но Бхишма исключает такую возможность. Обиженный Карна клянётся не вступать в войну, пока жив Бхишма, и уходит домой. Дурьодхана вступается за Карну и говорит Бхишме, что сам вместе с Карной и Духшасаной убьёт Пандавов в бою. Видура и Дхритараштра пытаются образумить Дурьодхану.
Санджая по просьбе Дхритараштры заканчивает рассказ о своём посольстве к Пандавам. Дурьодхана не проявляет внимания к словам Санджаи, и совещание царей завершается. Дхритараштра спрашивает Санджаю наедине о предполагаемом исходе намечающейся битвы. Санджая соглашается дать ответ только в присутствии Кришны-Двайпаяны и царицы Гандхари, и они являются. Санджая напоминает собеседникам о божественной природе Кришны. Дхритараштра советует Дурьодхане искать покровительства у Кришны, но тот наотрез отказывается. Гандхари осуждает своего сына Дурьодхану.
Тогда Дхритараштра по совету Вьясы просит Санджаю рассказать о пути познания, на котором он смог бы достичь Кришны и обрести высочайший покой. Санджая говорит, что Дхритараштре следует оградить свой ум от всевозможных соблазнов и обуздать свои чувства, поскольку обуздание чувств и есть истинное знание. Санджая называет более двадцати имён Кришны и даёт истолкование каждому имени. Восславив Кришну, Дхритараштра мысленно прибегает к его покровительству.

### Сказание о посольстве Бхагавана

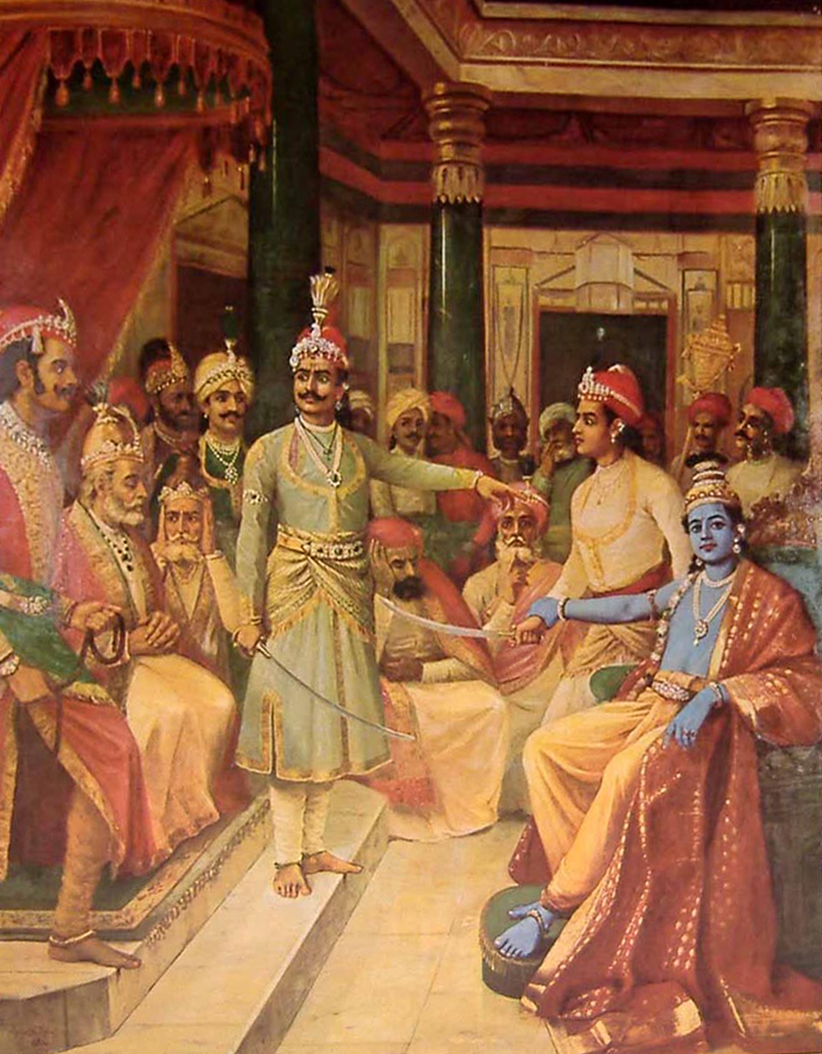
Посольство Кришны

После отъезда Санджаи Юдхиштхира обращается к Бхагавану (Кришне) с просьбой о защите. Кришна высказывает намерение отправиться в собрание Кауравов для переговоров. Он развеивает опасения Юдхиштхиры по поводу возможных недружественных действий Кауравов по отношению к посланнику и грозит в таком случае с лёгкостью расправиться с посягнувшими на него. Бхимасена советует Кришне вести переговоры мягко и дружелюбно, всячески избегая обострения. Тот, смеясь, выражает удивление кротостью Бхимы, ранее горевшего нетерпением убить Дурьодхану. Бхима объясняет, что проявляет дружеское отношение к врагам лишь из сострадания. Арджуна и Накула выражают мнение, что выбор между мягкими или жёсткими словами будет зависеть от поведения Кауравов во время переговоров. Сахадева, поддерживаемый Сатьяки, настаивает на том, чтобы Кришна спровоцировал войну даже в случае согласия Кауравов на мирный исход. Драупади, присоединяясь к мнению Сахадевы и Сатьяки, напоминает о своём позоре во дворце собраний Кауравов и требует расправы с виновниками. Кришна клятвенно обещает ей скорое возмездие для Кауравов в случае, если они не прислушаются к его словам.
Поутру Кришна и его возница Сатьяки отправляются в путь на колеснице, помня о коварстве Дурьодханы и не забыв взять с собой оружие. Дхритараштра, узнав о приближении Кришны, распоряжается сделать необходимые приготовления для оказания ему почестей. Кришна, однако, не обращает ни малейшего внимания на торжественный приём. Тем временем Дурьодхана в ходе совещания Кауравов раскрывает свой новый порочный план: он собирается заточить Кришну в темницу в качестве заложника.
Прибыв в Хастинапур и проведя ночь в жилище Видуры, Кришна приходит в зал собраний, где, кроме Кауравов, оказываются парящие в воздухе мудрецы во главе с Нарадой. Кришна призывает Кауравов к примирению с Пандавами, его поддерживают Рама и Канва. Дурьодхана дерзко отвергает их призывы. Дхритараштра выражает полное согласие с Кришной, но жалуется на свою зависимость от сына при принятии решений. Тогда Кришна, обращаясь персонально к Дурьодхане, убеждает его отдать половину царства Пандавам. Дхритараштра, Бхишма, Дрона и Видура поочерёдно и совместно уговаривают Дурьодхану послушаться Кришну. Дурьодхана в ответной речи изображает себя невинной, но бесстрашной жертвой интриг Пандавов и отказывается отдать им даже толику земли, которую можно пронзить остриём тонкой иголки. В то время, как Кришна выражает возмущение решением Дурьодханы, Духшасана припугивает брата тем, что Кауравы свяжут их двоих вместе с Карной и выдадут Пандавам. Раздосадованный и встревоженный Дурьодхана тотчас бесцеремонно удаляется.
Кришна, действительно, призывает старейшин рода Куру, связав Дурьодхану, Духшасану, Карну и Шакуни, выдать их Пандавам. Дхритараштра просит Видуру привести свою супругу Гандхари. Видура приводит сначала Гандхари, а затем Дурьодхану. Гандхари весьма эмоционально призывает сына угомониться и последовать советам старших. Дхритараштра, на словах соглашаясь с Кришной, уклоняется от его настоятельного требования отстранить Дурьйодхану от власти. Дурьодхана игнорирует призывы матери и возвращается к приспешникам. Четверо злоумышленников решают опередить Кришну и старейшин и самим пленить Кришну. Сатьяки разгадывает их намерения и предупреждает Кришну, Дхритараштру и Видуру. Видура ещё раз вынуждает Дурьодхану с братьями явиться в зал собрания. Дхритараштра, а за ним Видура высмеивают Дурьодхану.
Вслед за тем Кришна являет присутствующим свою грозную божественную сущность и беспрепятственно выходит из дворца. Взойдя на колесницу, Кришна выслушивает оправдания Дхритараштры в своём бессилии предотвратить войну и в сопровождении Кауравов направляется к своей тётке (сестре его отца Васудевы) Кунти. Мать Пандавов Кунти просит передать Юдхиштхире её пожелание не прощать обиды, нанесённой Кауравами их супруге Драупади, и исполнить долг кшатрия путём завоевания царства. Когда Кришна вместе с Карной выезжает в Упаплавью, Бхишма и Дрона ещё раз призывают Дурьодхану одуматься.

### Сказание об осуждении Карны
Кришна по дороге в Упаплавью предлагает Карне явиться к Пандавам и в качестве их старшего брата стать царём всего объединённого государства, а также мужем Драупади. Карна признаёт своё тесное родство с Пандавами, но выражает отчужденность от бросившей его во младенчестве Кунти, а также привязанность к своим приёмным родителям и обязательства перед доверившимся ему Кауравами и перед его побратимом Дурьодханой. Он просит Кришну сохранить в тайне эту беседу и не говорить Пандавам о том, что он — их родной по матери старший брат, иначе праведный Юдхиштхира непременно уступит ему царство, а он, в свою очередь, отдаст его своему другу и сюзерену Дурьйодхане. Под конец разговора Карна раскаивается в своей грубости по отношению к Пандавам и выражает уверенность в их победе в предстоящей войне и в собственной грядущей гибели вместе со всеми Кауравами. Попрощавшись с Кришной, Карна на своей колеснице возвращается к Кауравам.
Когда Карна возвращается, Кунти находит его во время молитвы на берегу Ганги и говорит ему, что он её сын, а потому должен примириться со своими братьями — Пандавами. Голос Сурьи, доносящийся до Карны издалека, подтверждает правоту Кунти. Карна всё же отвергает призывы своих настоящих родителей — Кунти и Сурьи, — не признаёт Кунти своей матерью (бросив Карну в младенчестве, она лишила его обряда посвящения в кшатрии и обрекла на грядущие несчастья) и выражает намерение сражаться на стороне Кауравов. В качестве уступки он обещает Кунти, что не убьёт никого из её сыновей, кроме Арджуны.
Кришна, вернувшись в Упаплавью, рассказывает Пандавам о неудачном завершении переговоров и сообщает о приходе на Курукшетру войск Кауравов во главе с Бхишмой.

### Сказание о выступлении в поход
Выслушав слова Джанарданы, Юдхиштхира распоряжается произвести боевое построение войск и назначает военачальников во главе каждого подразделения (акшаухини). Затем он предлагает Сахадеве выбрать верховного военачальника, способного противостоять Бхишме. Сахадева выдвигает кандидатуру Вираты, Накула поддерживает Друпаду, Арджуна предлагает Дхриштадьюмну, Бхима — Шикхандина. Юдхиштхира обращается к Кришне, чтобы тот сделал окончательный выбор. Кришна говорит, что ему по душе все эти воины. Оставив Драупади в Упаплавье, Пандавы с Кришной выступают в поход во главе огромного войска. Достигнув Курукшетры, войско располагается лагерем. Юдхиштхира всё ещё колеблется, не желая устраивать кровопролитие, но Кришна с Арджуной убеждают его в неизбежности битвы.

### Сказание о посвящении Бхишмы
Дурьодхана предлагает Бхишме возглавить войско Кауравов. Тот объясняет, что Пандавы ему также дороги, как и Кауравы, поэтому он не может их убить. Вместо этого он обещает ежедневно убивать десять тысяч воинов Пандавов. Бхишма предлагает сделать выбор между ним и Карной, но Карна повторяет клятву не сражаться, пока жив Бхишма. Дурьодхана посвящает Бхишму в предводители войска, после чего происходит множество грозных знамений. Юдхиштхира, узнав о посвящении Бхишмы, посвящает ранее выбранных предводителей, а верховным военачальником утверждает Дхриштадьюмну. Предводителем всех этих военачальников Юдхиштхира назначает Арджуну, а руководителем Арджуны — Кришну.

### Сказание о посольстве Улуки
Дурьодхана отправляет к Пандавам сына Шакуни по имени Улука, поручив ему напомнить им о пережитых унижениях и невзгодах. Улука встречается с Пандавами и дважды повторяет слова Дурьодханы, в унизительных выражениях, как трусов, вызывая их на битву, отчего те приходят в ярость. Кришна и Арджуна посылают Улуку обратно с ответом о готовности сразиться. Дурьодхана отдаёт войскам приказ построиться в боевые порядки перед восходом солнца.

### Сказание о перечислении могучих и великих воинов, сражающихся на колесницах
Юдхиштхира повелевает войску выступить под предводительством Дхриштадьюмны. Дхриштадьюмна выстраивает воинов в соответствии с их силой и отвагой, чтобы соответствовать боевым порядкам противника. Бхишма обещает Дурьодхане дать достойный отпор войску Пандавов в соответствии с правилами военной науки и перечисляет воинские подразделения Кауравов. Бхишма попутно задевает Карну, они вновь вступают в словесную перепалку. Дурьодхана, чтобы разрядить возникшее напряжение, просит Бхишму перечислить воинские подразделения Пандавов. Бхишма выполняет просьбу Дурьодханы, а затем сообщает, что не сможет убить сыновей Кунти, а также Шикхандина.

### Сказание о царевне Амбе
Дурьодхана спрашивает Бхишму, почему тот не посмеет убить Шикхандина. Бхишма рассказывает историю рождения Шикхандина.
После смерти своего отца Шантану и брата Читрангады Бхишма помазал на царство Кауравов младшего брата Вичитравирью. Решив женить Вичитравирью, Бхишма услыхал о сваямваре трёх дочерей царя страны Каши. Старшую звали Амба, среднюю — Амбика, младшую — Амбалика. Отправившись в город властителя Каши, Бхишма посадил всех трёх девушек к себе на колесницу и вызвал на сражение присутствовавших на сваямваре царей. Одержав победу, Бхишма вернулся в Хастинапур и передал девушек своей матери Сатьявати.
Когда начались приготовления к свадьбе, старшая дочь правителя Каши рассказала Бхишме, что она давно избрала в женихи правителя шальвов, и была избрана им без ведома её отца. С позволения Сатьявати и советников Бхишма отпустил Амбу, и она уехала в город повелителя шальвов Саубху. Шальва, однако, отказался брать её в жёны после помолвки с Вичитравирьей. Не решившись возвращаться в Хастинапур, Амба отправилась в обитель отшельников и всё рассказала им, а затем выразила желание предаться аскетическому покаянию в лесу.
Вскоре в обитель явился царственный мудрец Хотравахана — дед Амбы по матери. Узнав историю внучки, Хотравахана посоветовал ей отправиться к своему другу — отшельнику Раме, сыну Джамадагни. Тем временем Рама сам явился в обитель отшельников, и Амба попросила его убить Бхишму. Рама предложил ей мирно принудить Шальву либо Бхишму выполнить любое ей желание, но Амба проявила непреклонность. Тогда Рама с Амбой в сопровождении отшельников пришёл к Курукшетре и, расположившись там, на третий день прислал вестника к Бхишме. Встретившись с Рамой, Бхишма оказал ему почести и выслушал пожелание принять обратно Амбу. Поскольку Амба ранее сама отказалась от брака с Вичитравирьей, Бхишма отверг просьбу Рамы и был вызван им на поединок, длившийся на Курукшетре много дней с применением разных видов божественного оружия.
В конце концов к побеждённому Раме явились его предки и, запретив продолжать бой, сообщили, что Бхишме суждено пасть от руки Нары в облике Арджуны. Рама вернулся в горы, Бхишма — в Хастинапур, а царевна Амба предалась аскетическим занятиям в отшельнической пустыни на берегу Ямуны. После двенадцатилетнего изнурения плоти к Амбе явился Шива и пообещал, что она в своём следующем рождении обретёт мужскую природу и убьёт Бхишму, сохранив память о всех событиях предыдущей жизни. Амба сложила громадный погребальный костёр на берегу Ямуны, вошла в его пламя и переродилась дочерью царя Друпады.
Друпада, ублажив Шиву, получил от него обещание о рождении дочери, которая впоследствии станет мужчиной. Родив девочку, жена Друпады объявила о рождении сына. Когда дочь Друпады Шикахандини достигла юности, родители избрали ей в жёны дочь Хираньявармана, повелителя дашарнов. Хираньяварман узнал о тайне Шикхандини уже после бракосочетания и, воспылав гневом, прислал к Друпаде вестника с обещанием войны. Услышав разговор обеспокоенных родителей, Шикахандини решила покончить с жизнью и удалилась в безлюдный лес, охраняемый якшей Стхунакарной. Стхунакарна, пожалев Шикхандини, согласился обменяться с ней полами на время, необходимое для проверки Хираньяварманом. Царевна Шикхандини, ставшая царевичем Шикхандином, вернулась к родителям. После проверки пола Шикхандина Хираньяварман примирился с Друпадой. Тем временем к жилищу Стхунакарны прибыл Кубера и, узнав о позорном поступке своего подданного, наказал его. Согласно проклятию, наложенному Куберой, временный обмен полами Стхунакарны с царевной стал постоянным вплоть до гибели Шикхандина в сражении.
Бхишма говорит, что не сможет убить Шикхандина из-за своего обета не убивать женщин или того, кто прежде был женщиной.
Наутро Дурьодхана спрашивает своих военачальников, какое время потребуется каждому из них для полного истребления войска Пандавов. Срок, названный Бхишмой и Дроной, составляет один месяц, Крипой — два месяца, Ашваттхаманом — десять ночей, Карной — пять ночей. Прослышав от своих шпионов об этих речах Кауравов, Юдхиштхира задаёт аналогичный вопрос Арджуне. Арджуна отвечает, что с таким союзником, как Кришна, он может при помощи полученного от Шивы оружия Пашупати уничтожить все три мира в одно мгновение ока. Однако он не будет злоупотреблять божественным оружием, поскольку простых врагов следует побеждать в честном бою.
Ранним утром, при безоблачном небе, войска Кауравов и Пандавов выступают друг против друга.